# Ștefan Constantin
Ștefan Constantin (Costanza, 25 giugno 1959) è un ex rugbista a 15 rumeno, seconda linea, che fece parte della selezione del suo Paese che disputò la Coppa del Mondo 1987.

## Biografia
Cresciuto nel Farul Costanza, formò insieme a suo fratello Laurențiu una coppia di seconde linee che costituì per quasi tutto il decennio l'ossatura della squadra e della nazionale romena: con il club, infatti, vinse il titolo nazionale nel 1986.
In nazionale esordì, invece, nel 1980 in Coppa Europa nella sua città natale in occasione di una vittoria 41-11 contro il Marocco e fu convocato nella selezione che fu invitata a partecipare alla I Coppa del Mondo nel 1987, in cui disputò gli ultimi dei suoi 18 incontri internazionali.
Dopo l'esperienza in patria, fu proposto dal connazionale Gheorghe Dumitru ai francesi del Limoges, squadra alla quale si trasferì a inizio anni novanta.
Rimasto in Francia, ha svolto in passato anche il compito di talent-scout per il Limoges.

## Palmarès
- Campionati rumeni: 1
Farul Costanza: 1986